# Alexander Ritter (Germanist)
Alexander Ritter (* 15. Februar 1939 in Guben; † 3. Oktober 2021 in Itzehoe) war ein deutscher Germanist.

## Leben
Nach der Promotion zum Dr. phil. am 21. April 1970 in Kiel war er seit 1989 Privatdozent für Neuere deutsche Literatur in Hamburg. Er war Lehrer für Deutsch und Erdkunde am Sophie-Scholl-Gymnasium Itzehoe sowie später hauptamtlicher Lehrerausbilder. Er erhielt 1990 das Bundesverdienstkreuz und 2009 das österreichische Ehrenkreuz für Wissenschaft und Kunst.
Seine Forschungsschwerpunkte waren deutschsprachige Literatur des Auslands (Minderheitenliteratur, interkulturelle Funktion); Erzählliteratur von Spätaufklärung, Vormärz und Realismus und Lesekultur (Lesegesellschaften).

## Schriften (Auswahl)
- Deutsche Minderheitenliteraturen. Regionalliterarische und interkulturelle Perspektiven der Kritik. Mit einer Bibliographie zur Forschung 1970–2000. München 2001, ISBN 3-88356-130-4.
- mit Wynfrid Kriegleder (Hg.): Charles Sealsfield und die transatlantische Internationalität. Biographische Konditionierung und literarische Umsetzungen. Wien 2016, ISBN 3-7069-0908-1.
- mit Wynfrid Kriegleder (Hg.): Charles Sealsfield und der transatlantische Austausch im 19. Jahrhundert. Wien 2018, ISBN 3-7069-0994-4.
- mit Wynfrid Kriegleder (Hg.): Charles Sealsfield in Europa und den USA. Wien 2020, ISBN 3-7069-1078-0.